# Пенсокі (Вісконсин)
Пенсокі (англ. Pensaukee) — місто (англ. town) в США, в окрузі Оконто штату Вісконсин. Населення — 1352 особи (2020).

## Демографія
Згідно з переписом 2010 року, у місті мешкала 1381 особа в 567 домогосподарствах у складі 422 родин. Було 691 помешкання
Расовий склад населення:
| - 97,5 % — білих - 0,7 % — корінних американців - 0,1 % — чорних або афроамериканців |

До двох чи більше рас належало 1,0 %. Частка іспаномовних становила 2,1 % від усіх жителів.
За віковим діапазоном населення розподілялося таким чином: 20,6 % — особи молодші 18 років, 66,1 % — особи у віці 18—64 років, 13,3 % — особи у віці 65 років та старші. Медіана віку мешканця становила 45,3 року. На 100 осіб жіночої статі у місті припадало 103,4 чоловіків;  на 100 жінок у віці від 18 років та старших — 107,8 чоловіків також старших 18 років.
Середній дохід на одне домашнє господарство  становив 72 924 долари США (медіана — 60 368), а середній дохід на одну сім'ю — 83 148 доларів (медіана — 68 750). Медіана доходів становила 53 125 доларів для чоловіків та 47 396 доларів для жінок. За межею бідності перебувало 6,5 % осіб, у тому числі 11,5 % дітей у віці до 18 років та 6,9 % осіб у віці 65 років та старших.
Цивільне працевлаштоване населення становило 622 особи. Основні галузі зайнятості: виробництво — 26,7 %, освіта, охорона здоров'я та соціальна допомога — 19,6 %, роздрібна торгівля — 12,2 %, будівництво — 9,5 %.